# Podčer'e
Il Podčer'e (in russo Подчерье?) è un fiume della Russia europea nordorientale, affluente di sinistra della Pečora. Scorre nel Vuktyl rajon della Repubblica dei Komi.
Il fiume nasce sulle pendici occidentali degli Urali settentrionali. La sorgente si trova a nord del picco Miron-Van-Nër (977 m) sullo spartiacque con il bacino dello Ščugor. Per i primi chilometri scorre nella zona montuosa, la corrente è turbolenta, poi scorre ai piedi degli Urali con direzione mediamente nord-occidentale. L'intero corso del fiume passa attraverso la taiga collinare disabitata; ad eccezione del villaggio di Podčer'e, alla foce del fiume, non ci sono altri insediamenti lungo il suo corso. Le rive del fiume sono per lo più ricoperte da una fitta foresta (abete rosso, abete, betulla e cedro).
Sfocia nella Pečora a 1 100 km dalla foce, presso il villaggio di Podčer'e, pochi chilometri a valle della città di Vuktyl. Il fiume ha una lunghezza di 178 km; l'area del suo bacino è di 2 710 km².
Il Podčer'e è gelato, in media, dai primi di novembre sino a maggio.